# Carl Nebel

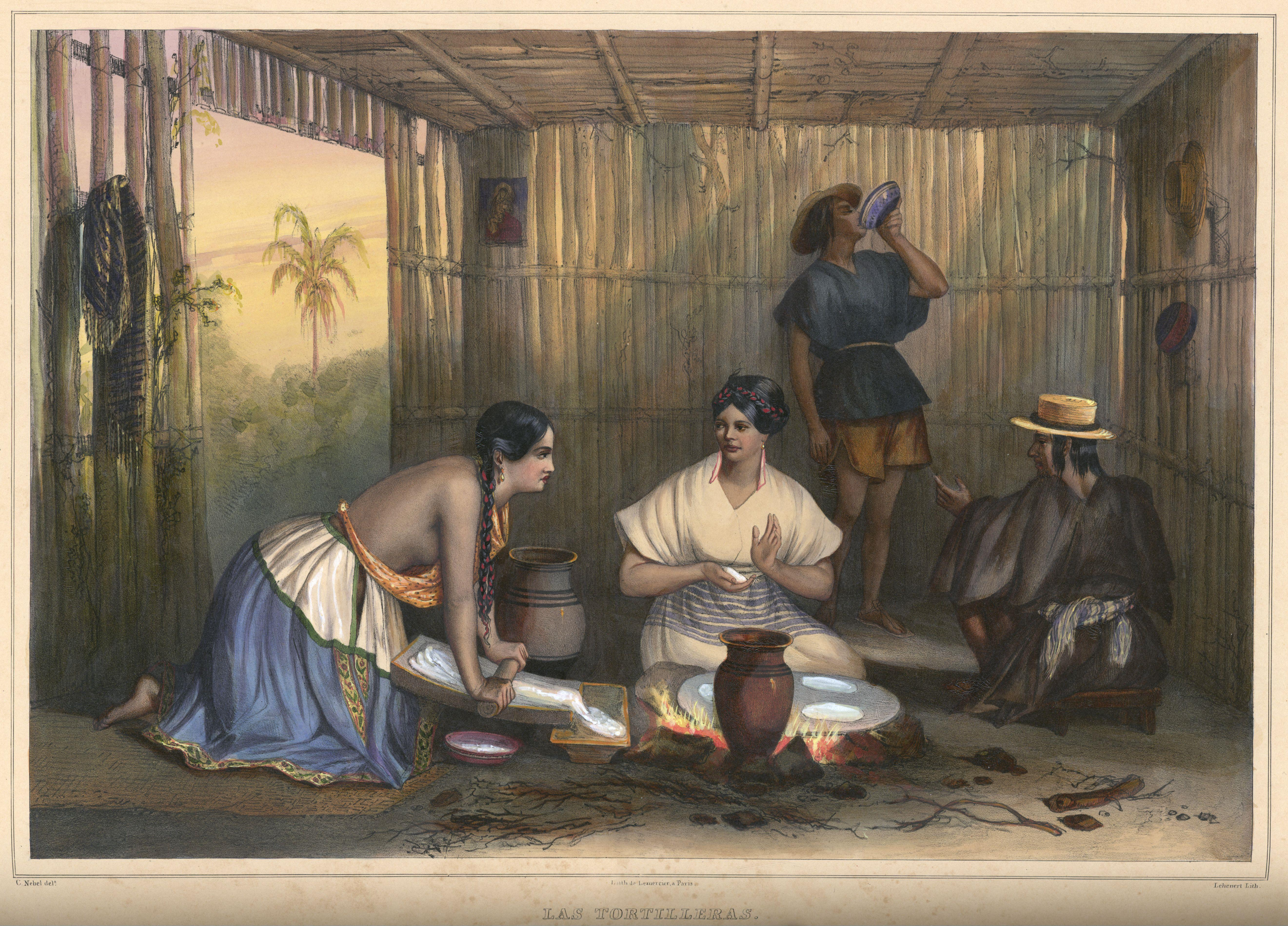
Las Tortilleras, aus Nebels Voyage pittoresque et archéologique dans la partie la plus intéressante du Mexique

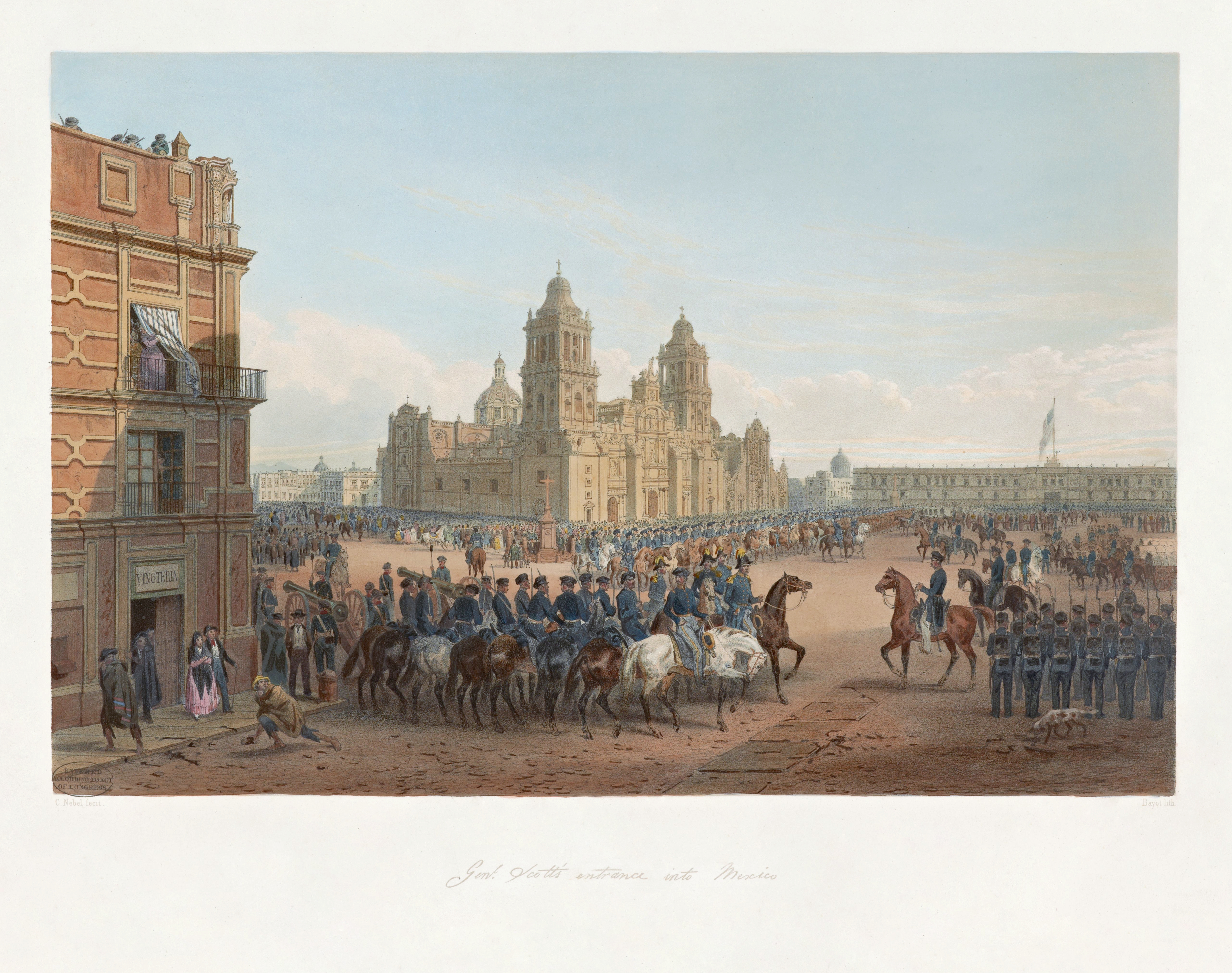
Einzug von Winfield Scott auf die Plaza de la Constitución

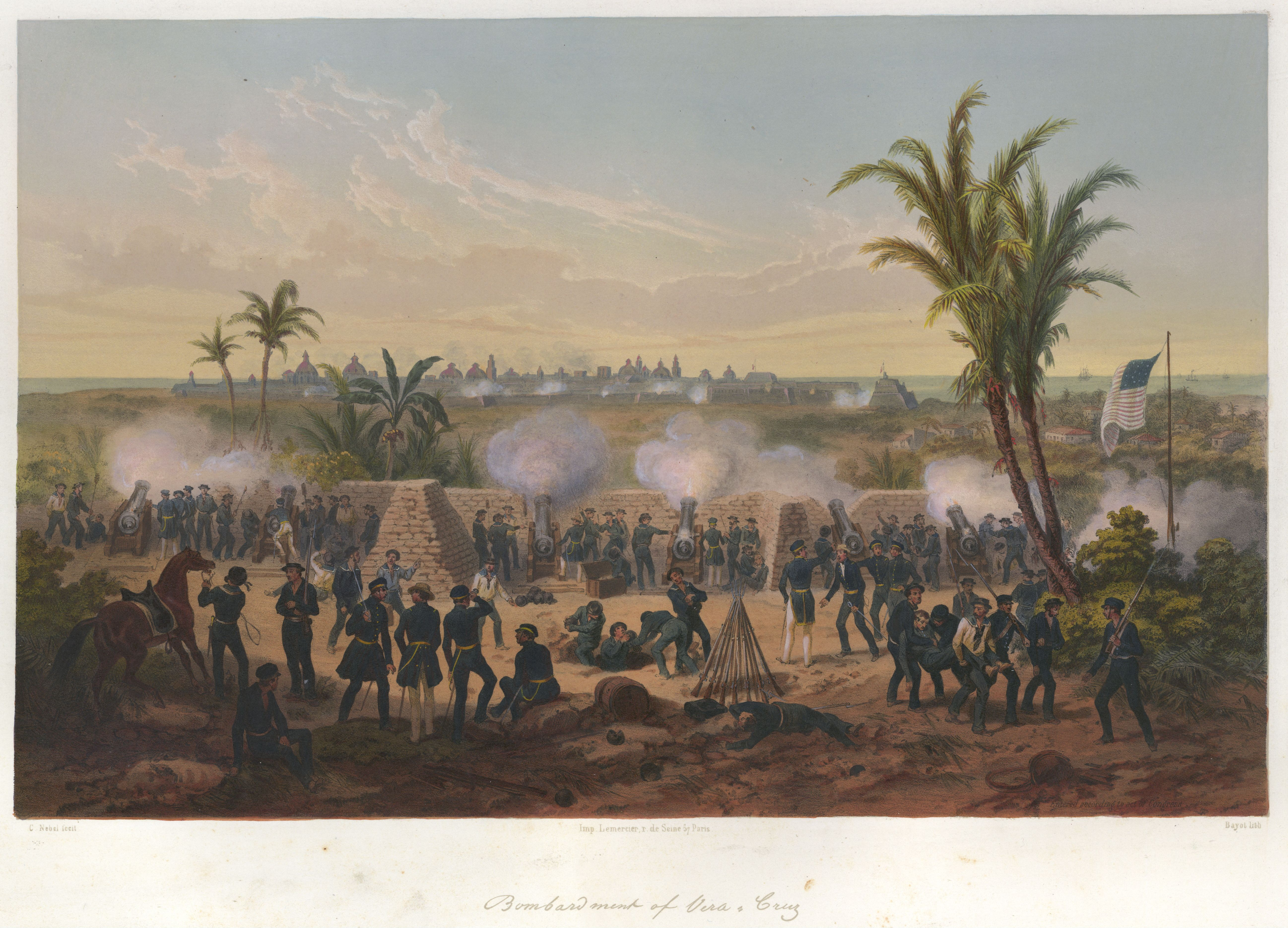
Die Belagerung von Veracruz im März 1847

Carl Nebel (auch Carlos Nebel; * 18. März 1805 in Altona; † 4. Juni 1855) war ein deutscher Ingenieur, Architekt und Künstler. Er wurde wegen seiner Darstellungen des Mexikanisch-Amerikanischen Krieges und seinen präzisen Bildern mexikanischer Landschaften bekannt.

## Leben
Carl Nebel wurde in Altona geboren. Er wurde in Hamburg zum Ingenieur und Architekten ausgebildet. Danach studierte er Paris und ging dann für einige Jahre nach Amerika.
Von 1829 bis 1834 lebte er in Mexiko. 1836 veröffentlichte er in Paris eine illustrierte Beschreibung dieses Landes, Voyage pittoresque et archéologique dans la partie la plus intéressante du Méxique, das mit 50 Lithografien nach seinen Gemälden bebildert wurde. Zwanzig dieser Drucke wurden handkoloriert und Alexander von Humboldt verfasste das Vorwort zu dem Werk. Nach dem Mexikanisch-Amerikanischen Krieg stellte er Szenen des Krieges auf großen Gemälden dar.
1851 gebrauchte George Wilkins Kendall zwölf farbige Drucke nach Gemälden Nebels in seiner Geschichte des Krieges (The War between the United States and Mexico Illustrated). Die Graphiken wurden von Adolphe Jean-Baptiste Bayot hergestellt, der Druck wurde von Joseph Mercier besorgt, führenden Spezialisten der Zeit.

## Werke (Auswahl)
- Carl Nebel: Voyage pittoresque et archéologique dans la partie la plus intéressante du Mexique. 1836 (französisch, gallica.bnf.fr).
- George Wilkins Kendall, Carl Nebel: The war between the United States and Mexico illustrated, embracing pictorial drawings of all principal conflicts. D. Appleton & Co.; G.S. Appleton, New York / Philadelphia 1851, OCLC 753132 (Illustrationen).